# 穆夫利耶尔
穆夫利耶尔（法語：Mouflières，法語發音：[muflijɛʁ]）是法国上法蘭西大區索姆省的一个市镇，属于阿布维尔区。

## 地理
穆夫利耶尔（49°55'19"N, 1°44'32"E）面积2.76 平方千米，位于法国上法蘭西大區索姆省，该省份为法国北部沿海省份，北起加来海峡省和北部省，西接滨海塞纳省和大西洋英吉利海峡，南至瓦兹省，东临埃纳省。
与穆夫利耶尔接壤的市镇（或旧市镇、城区）包括：欧马特尔、卡讷西耶尔、富科库尔奥尔内勒、维默地区利涅尔、维勒鲁瓦。

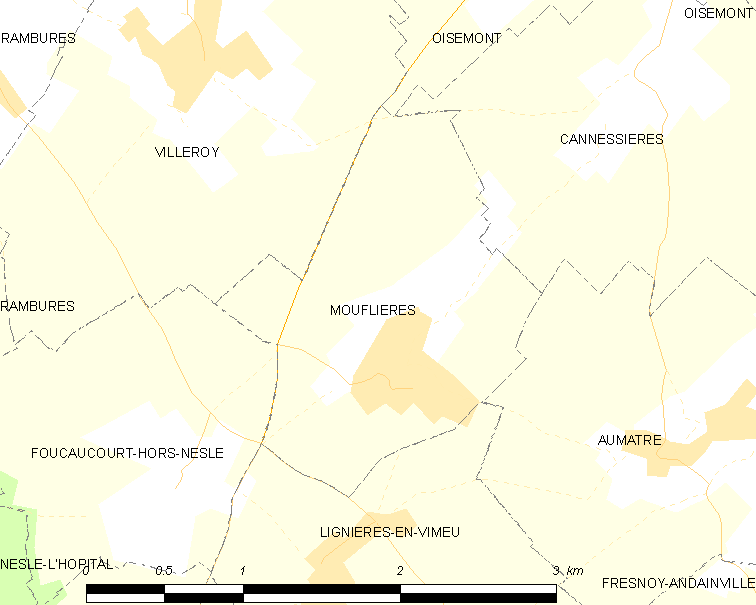
穆夫利耶尔的OSM定位图

穆夫利耶尔的时区为UTC+01:00、UTC+02:00（夏令时）。

## 行政
穆夫利耶尔的邮政编码为80140，INSEE市镇编码为80575。

## 政治
穆夫利耶尔所属的省级选区为皮卡第地区普瓦县。

## 人口

1962-2008年间穆夫利耶尔人口变化图示

穆夫利耶尔于2022年1月1日时的人口数量为73人。